# Jean Bobet
Jean Bobet (født 22. februar 1930 i Saint-Méen-le-Grand, død 29. juli 2022) var en fransk landevejscykelrytter, som vandt Paris-Nice i 1955.